# Corynosoma obtuscens
Corynosoma obtuscens är en hakmaskart som beskrevs av Lincicome 1943. Corynosoma obtuscens ingår i släktet Corynosoma och familjen Polymorphidae. Inga underarter finns listade i Catalogue of Life.